# Сан Себастијано (Тренто)
Сан Себастијано је насеље у Италији у округу Тренто, региону Трентино-Јужни Тирол.
Према процени из 2011. у насељу је живело 228 становника. Насеље се налази на надморској висини од 1286 м.